# IC 3997
IC 3997 ist eine elliptische Zwerggalaxie vom Hubble-Typ E3 im Sternbild Jagdhunde am Nordsternhimmel. Sie ist schätzungsweise 205 Millionen Lichtjahre von der Milchstraße entfernt und hat einen Durchmesser von etwa 15.000 Lj.

Im selben Himmelsareal befinden sich u. a. die Galaxien NGC 4870, IC 4002, IC 4028.
Das Objekt wurde am 21. März 1903 von Max Wolf entdeckt.